# Gojakovići (Prijepolje)
Pour les articles homonymes, voir Gojakovići.
Gojakovići (en serbe cyrillique : Гојаковићи) est un village de Serbie situé dans la municipalité de Prijepolje, district de Zlatibor. Au recensement de 2011, il comptait 106 habitants.

## Démographie
| 1948 | 1953 | 1961 | 1971 | 1981 | 1991 | 2002 | 2011 |
| ---- | ---- | ---- | ---- | ---- | ---- | ---- | ---- |
| 309  | 346  | 393  | 413  | 339  | 234  | 183  | 106  |

|  |